# Municipio de Jefferson (condado de Harrison, Iowa)
El municipio de Jefferson (en inglés: Jefferson Township) es un municipio ubicado en el condado de Harrison en el estado estadounidense de Iowa. En el año 2010 tenía una población de 2008 habitantes y una densidad poblacional de 18,48 personas por km².

## Geografía
El municipio de Jefferson se encuentra ubicado en las coordenadas 41°38′38″N 95°44′40″O / 41.64389, -95.74444. Según la Oficina del Censo de los Estados Unidos, el municipio tiene una superficie total de 108.64 km², de la cual 108,33 km² corresponden a tierra firme y (0,28 %) 0,3 km² es agua.

## Demografía
Según el censo de 2010, había 2008 personas residiendo en el municipio de Jefferson. La densidad de población era de 18,48 hab./km². De los 2008 habitantes, el municipio de Jefferson estaba compuesto por el 98,51 % blancos, el 0,05 % eran afroamericanos, el 0,1 % eran amerindios, el 0,3 % eran asiáticos, el 0,2 % eran de otras razas y el 0,85 % eran de una mezcla de razas. Del total de la población el 0,95 % eran hispanos o latinos de cualquier raza.